# Friedrich von Sachsen (1504–1539)
Friedrich von Sachsen (* 15. März 1504 in Dresden; † 26. Februar 1539 ebenda) war seit 1537 Erbprinz des Herzogtums Sachsen aus der albertinischen Linie der Wettiner.

## Leben
Friedrich war der jüngere Sohn des Herzogs Georg von Sachsen (1471–1539) aus dessen Ehe mit Barbara (1478–1534), einer Tochter des Königs Kasimir IV. von Polen.
Friedrich war geistig behindert, wurde aber nach dem Tod seines älteren Bruders Johann sächsischer Erbprinz. Von seinem Vater als erbfolgeberechtigt erklärt, wurde er am 27. Januar 1539 in Dresden mit der katholischen Elisabeth (ca. 1516–1541), Tochter des Grafen Ernst II. von Mansfeld-Vorderort (1479–1531) – und damit Schwester des Peter Ernst I. von Mansfeld – und dessen zweiter Frau, der Gräfin Dorothea zu Solms-Lich, vermählt. Friedrich starb nur vier Wochen nach der Eheschließung, an genau dem Tag, an dem sein Vater die Erbhuldigung für ihn vorgesehen hatte, die noch zu seinen Lebzeiten stattfinden sollte. Vergeblich hatte jener zudem auf Ergebnisse des stattgefundenen Beilagers des kinderlosen Friedrichs gehofft: „er verhoffe, sein gehorsamer lieber Sohn würde noch so vielen Samen hinter sich gelassen haben, daß seine Lande einen regierenden Herren haben mögen.“
Friedrich wurde in der Fürstenkapelle des Meißner Doms bestattet. Nach seinem Tod versuchte sein Vater Georg, die verwitwete Elisabeth mit seinem Neffen Moritz zu vermählen, doch scheiterte dieses Unterfangen am Veto von Moritz’ Vater Heinrich den Frommen.
Georg der Bärtige starb kurz nach seinem Sohn Friedrich. Er war trotz seiner Söhne ohne Erben geblieben. Somit endete zunächst die Herrschaft katholischer Fürsten über das Herzogtum Sachsen, welches an Georgs lutherischen Bruder Heinrich den Frommen fiel.